# The Beautiful Mrs. Reynolds

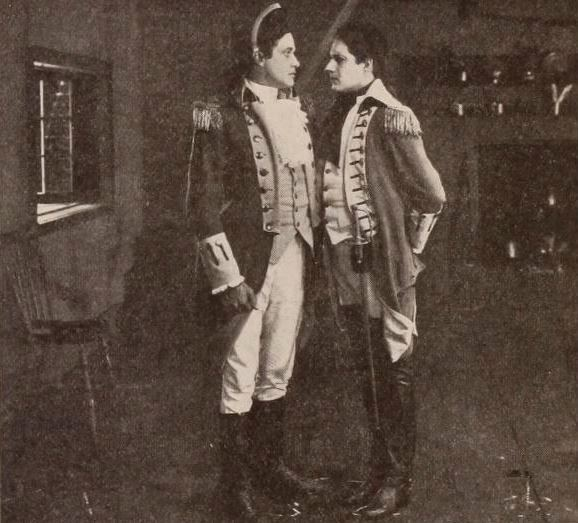
Carlyle Blackwell i Arthur Ashley en un fotograma de la pel·lícula

The Beautiful Mrs. Reynolds és una pel·lícula muda de la World Film Company dirigida per Arthur Ashley i protagonitzada per June Elvidge i Carlyle Blackwell. Basada en un guió de Samuel M. Weller, es va estrenar el 21 de gener de 1918. La pel·lícula és la tercera de la sèrie de tres pel·lícules històriques que la World va produir sobre la història dels Estats Units. Les altres dues foren “The Heart of a Hero” (1916) i “Betsy Ross” (1917).

## Argument
La pel·lícula segueix la rivalitat entre Alexander Hamilton, que va arribar a ser secretari del tresor, i Aaron Burr que va arribar a ser vicepresident dels Estats Units. El 1777, els joves estadistes són rivals pels afectes de Margaret Moncrieffe. Anys després prenen bàndols contraris en la qüestió de la indemnització per les propietats dels Tory confiscades durant la Guerra d'Independència. Posteriorment, Hamilton, tot i estar casat s'enamora de la senyora Maria Reynolds, que està casada amb Jacob Clingman, un prestamista de Filadèlfia. Burr i Clingman planegen arruïnar Hamilton, ara secretari del Tresor i casat amb la filla del general Philip Schuyler. Per això lliuren les cartes de Hamilton a la senyora Reynolds als seus enemics polítics. Hamilton confessa obertament la seva culpa i recupera l'admiració del públic i l'amor de la seva esposa, cosa que li permet impedir l'elecció de Burr com a governador de Nova York. Després d'un duel entre Hamilton i Burr en el que Hamilton és mort. Com a conseqüència d'això la carrera política de Burr queda arruïnada i la senyora Reynolds se suïcida.

## Repartiment
- June Elvidge (Maria Reynolds)
- Carlyle Blackwell (Alexander Hamilton)
- Arthur Ashley (Aaron Burr)
- Carl Gerard (James Reynolds)
- Hubert Wilke (Jacob Clingman)
- Evelyn Greeley (Margaret Moncrieffe)
- Pinna Nesbit (esposa d'Alexander Hamilton)
- Lionel Belmore (general Israel Putnam)
- Alec B. Francis (general Philip Schuyler)
- George MacQuarrie (George Washington)
- Rose Tapley (Martha Washington)
- Al Hart (Thomas Jefferson)
- Jack Drumier (John Adams)
- Charles Brandt (James Monroe)
- Henry West (John Randolph)
- Betty K. Peterson (Theodosia Burr)